# Dangu-dong
Dangu-dong (koreanska: 단구동) är en stadsdel i staden Wonju i provinsen Gangwon i den centrala delen av Sydkorea, 90 km öster om huvudstaden Seoul.